# Attagenus ionicus
Attagenus ionicus es una especie de coleóptero de la familia Dermestidae.

## Distribución geográfica
Habita en Turquía.